# Oranienburg (KL)
Konzentrationslager Oranienburg (KZ Oranienburg) – niemiecki nazistowski obóz koncentracyjny założony w marcu 1933, w miejscowości Oranienburg; około 30 km na północ od Berlina. Funkcjonował do lipca 1935.

## Historia
Obóz został założony przez SA już w marcu 1933 roku w centrum miasteczka Oranienburg, w nieużywanych browarach. W ciągu kilku miesięcy obóz ten został uznany za państwowy i finansowany z budżetu państwa. Po przejęciu pełni władzy przez nazistów stał się głównym miejscem przetrzymywania opozycji antynazistowskiej z Berlina, stolicy III Rzeszy.
Liczba więźniów wzrastała szybko i latem 1933 roku już 170 strażników pilnowało ok. 1500 osób. W 1934 roku SS postanowiło zamknąć ten obóz, co wiązało się z rozprawą SS z konkurencyjnym SA. 13 lipca 1934 więźniowie zostali wysłani do KL Lichtenburg. Oranienburg został swoistym „obozem rezerwowym” do ewentualnego późniejszego użytku.
Miasteczko Oranienburg odegrało jeszcze wielką rolę w systemie niemieckich obozów. Wśród wielu organizacji SS tutaj została umieszczona centralna inspekcja SS ds. obozów. Nieopodal został zbudowany w 1936 roku KL Sachsenhausen.

## Załoga
Komendantem obozu był Sturmführer Werner Schäfer. W załodze obozu służyli: Gerhard Palitzsch, Edmund Zdrojewski, Johannes Hassebroek, Michael Körner, Hermann Hackmann, Franz Xaver Kraus, Maximilian List.

## Więźniowie i ofiary
Więźniami byli prawie wyłącznie członkowie niemieckiej politycznej opozycji względem nazistów (wpierw komuniści, później również socjaldemokraci, czasem inni politycy, również ukarani działacze NSDAP), berlińska inteligencja, dziennikarze, również Żydzi, Świadkowie Jehowy i Polacy. Podczas mniej więcej roku funkcjonowania obozu przetrzymywano tu ok. 3000 osób, wśród nich 16 osób zginęło z rąk strażników.
Więźniowie pracowali przy konstrukcji obozu, przy budowie i utrzymaniu dróg i torów kolejowych, przy pracach leśnych.

## Dzieje powojenne
Przez dziesięciolecia obóz, zniszczony pod koniec wojny, został jakby zapomniany. W latach 60. Volkspolizei zorganizowała w tym miejscu swoje garaże. Upamiętnienie tego wczesnego KL przypadło Muzeum – Miejscu Pamięci Sachsenhausen. W 2001 roku wystawa o Oranienburgu została kompletnie odnowiona.